# Île Saint-Maurice
L'île Saint-Maurice est une île sur l'Oise, située dans le département du même nom dépendant administrativement de la commune de Creil en France.

## Toponymie
Le nom de l'île est attesté sous les formes Ile de Creil au XIXe siècle, Ile Saint Maurice en 1948 (IGN).